# Укусы многоножек
Укусы многоножек — укусы человека ядовитыми многоножками.
Сколопендры прокусывают человеческую кожу и выделяют яд, вызывающий боль, жжение, эритему, отёк и лимфангиит. Возможны головокружение, тошнота, тревожность; описаны рабдомиолиз и почечная недостаточность.
В США большинство укусов многоножек приходится на долю пустынной многоножки, достигающей 15 см в длину. Её укус сопровождается развитием эритемы, отёком, иногда регионарным лимфангитом. Были отмечены и случаи развития рабдомиолиза и острой почечной недостаточности. Боль обычно исчезает через несколько часов, но для её уменьшения может потребоваться пероральное или парентеральное применение анальгетиков.
Укусы некоторых многоножек могут сопровождаться болезненностью, образованием припухлости и покраснением кожи вокруг места укуса. Иногда увеличиваются близлежащие лимфатические узлы, но никакого повреждения ткани или инфекции обычно не возникает. Симптомы в редких случаях сохраняются дольше 48 часов. Многоножки при укусе могут выделять токсин, который раздражает кожу и в тяжёлых случаях вызывает её повреждение. Наиболее тяжело протекают укусы сколопендры.
Укус некоторых тропических сколопендр смертелен для человека. Крымская кольчатая сколопендра выделяет довольно сильнодействующий яд, но её укус для человека не смертелен. Особенно ядовиты сколопендры весной, но и осенью их укусы болезненны и вызывают общее недомогание. После укуса сколопендры возникает боль как от ужаления шершня, рука за 3—4 часа опухает сперва в кисти, а затем до самого плеча, температура выше 39°. Возникает озноб, недомогание. Эти явления длятся 1-2 дня, после чего температура спадает и опухоль быстро рассасывается. Опасных осложнений укус кольчатой сколопендры не вызывает. Если сколопендра крупного тропического вида, эти явления могут держаться несколько дней. В некоторых случаях наблюдается повышение температуры, начинается лихорадочное состояние.
При укусе Scolopendra subspinipes зафиксирован летальный исход у ребёнка.
При укусе костянок и светлянок возникает картина, сходная с таковой при укусе сколопендры. Воспалительная реакция сохраняется 1-3 дня. Смертельные случаи неизвестны.
Лечение: промывание раны, назначают холод местно, анальгетики, обкалывание очага поражения лидокаином, профилактику столбняка.